# Château de Villette (Poil)
Pour les articles homonymes, voir Château de Villette.
Le château de Villette est situé sur la commune de Poil (France).

## Localisation
Le château de Villette est situé sur la commune de Poil, située dans le département de la Nièvre en région Bourgogne-Franche-Comté, à 1,5 km à l'ouest du bourg, en direction de Millay.

## Description
Le château est une ancienne maison forte, édifiée au XIVe siècle à Villette. Elle est mentionnée en 1383 comme propriété de Perreaul de Masy et fief mouvant de la baronnie de Larochemillay. À l'assassinat du seigneur de Villette Gilbert Enfert vers Chalon-sur-Saône en 1706, le château est pillé et dévasté, l'ensemble du mobilier est volé. Son nom pourrait évoquer une ancienne villa gallo-romaine. L'actuel château est une belle construction du XVIIIe siècle, très classique, avec jardins à la française en terrasse.

## Historique
L'un des héritiers de Gilbert, Denis de Velle, vicaire général d'Autun, fait reconstruire le château vers le milieu du XVIIIe siècle. Il adopte un style très classique, avec un fronton surplombant l'entrée. Il crée un jardin à la française de 200 m2. Villette accueille, au moins jusque dans les années 1820, les chanoines et vicaires généraux d'Autun pour leurs vacances. Il est devenu au XXIe siècle un établissement de gîtes.